# Turnić
Turnić falu Horvátországban, Pozsega-Szlavónia megyében. Közigazgatásilag Pozsegához tartozik.

## Fekvése
Pozsegától 7 km-re északra, a Pozsegai-medencében, a Topinka és Kaptolka-patakok között fekszik.

## Története
A határában található régészeti lelőhelyek tanúsága szerint Turnić területe ősidők óta lakott. Történelem előtti településekre utaló leletek kerültek elő a „Blagovišće”, „Glavica”, „Dol” és „Gladnerovac” nevű régészeti lelőhelyeken. Utóbbi lelőhelyen az őskoriak mellett ókori, középkori és újkori településmaradványok is előkerültek. A település középkori elődjének írásos nyomaira eddig nem sikerült rátalálni.
Turnić első írásos említése csak a török kiűzését követően 1697-ben történt. Josip Buturac szerint a török uralom idején katolikus és muzulmán horvát lakossága volt. A muzulmánok a török kiűzése idején 1687 körül Boszniába távoztak. 1698-ban „Turnich” néven 10 portával szerepel a török uralom alól felszabadított szlavóniai települések összeírásában. 1705-ben 14, 1746-ban 6 ház állt a településen.
Az első katonai felmérés térképén „Dorf Turnics” néven látható. Lipszky János 1808-ban Budán kiadott repertóriumában „Turnich” néven szerepel. Nagy Lajos 1829-ben kiadott művében „Turnichi” néven 7 házzal, 59 katolikus vallású lakossal találjuk.
1857-ben 105, 1910-ben 93 lakosa volt. 1910-ben a népszámlálás adatai szerint lakosságának 97%-a horvát anyanyelvű volt. Pozsega vármegye Pozsegai járásának része volt. Az első világháború után 1918-ban az új szerb-horvát-szlovén állam, majd később (1929-ben) Jugoszlávia része lett. 1991-ben teljes lakossága horvát nemzetiségű volt. A településnek 2001-ben 88 lakosa volt.

## Lakossága
| Lakosság változása | Lakosság változása | Lakosság változása | Lakosság változása | Lakosság változása | Lakosság változása | Lakosság változása | Lakosság változása | Lakosság változása | Lakosság változása | Lakosság változása | Lakosság változása | Lakosság változása | Lakosság változása | Lakosság változása | Lakosság változása |
| ------------------ | ------------------ | ------------------ | ------------------ | ------------------ | ------------------ | ------------------ | ------------------ | ------------------ | ------------------ | ------------------ | ------------------ | ------------------ | ------------------ | ------------------ | ------------------ |
| 1857               | 1869               | 1880               | 1890               | 1900               | 1910               | 1921               | 1931               | 1948               | 1953               | 1961               | 1971               | 1981               | 1991               | 2001               | 2011               |
| 105                | 53                 | 59                 | 79                 | 106                | 93                 | 95                 | 88                 | 148                | 148                | 141                | 108                | 98                 | 95                 | 93                 | 88                 |